# Karl Johans torg, Trollhättan
Karl Johans torg är en känd plats i Trollhättan, i folkmun ibland känd som "Tårtan". Parken anlades i början på 1900-talet och genomgick en stor förändring inför Trollhättans 100-årsjubileum 2016.
Karl Johans torg omgärdas av Storgatan i väst, Polhemsgatan i norr, Österlånggatan i öst och Torggatan i syd. Torget ligger mellan Hotell Scandic Swania och Gamla tingshuset i Trollhättan, som tidigare bland annat varit tingshus, bibliotek, kårhus för stadens studenter och senast inrymt en restaurang.
Mitt på torget står Axel Ebbes bronsskulptur Den heliga lågan från 1936, med en blomrabatt framför. 
Det är en tradition sedan 1947 att varje år anlägga en ny plantering på denna plats för att uppmärksamma ett jubileum eller någon särskild händelse. Den första händelsen, som uppmärkammades, var Nohabs 100-årsjubileum.

## Bildgalleri

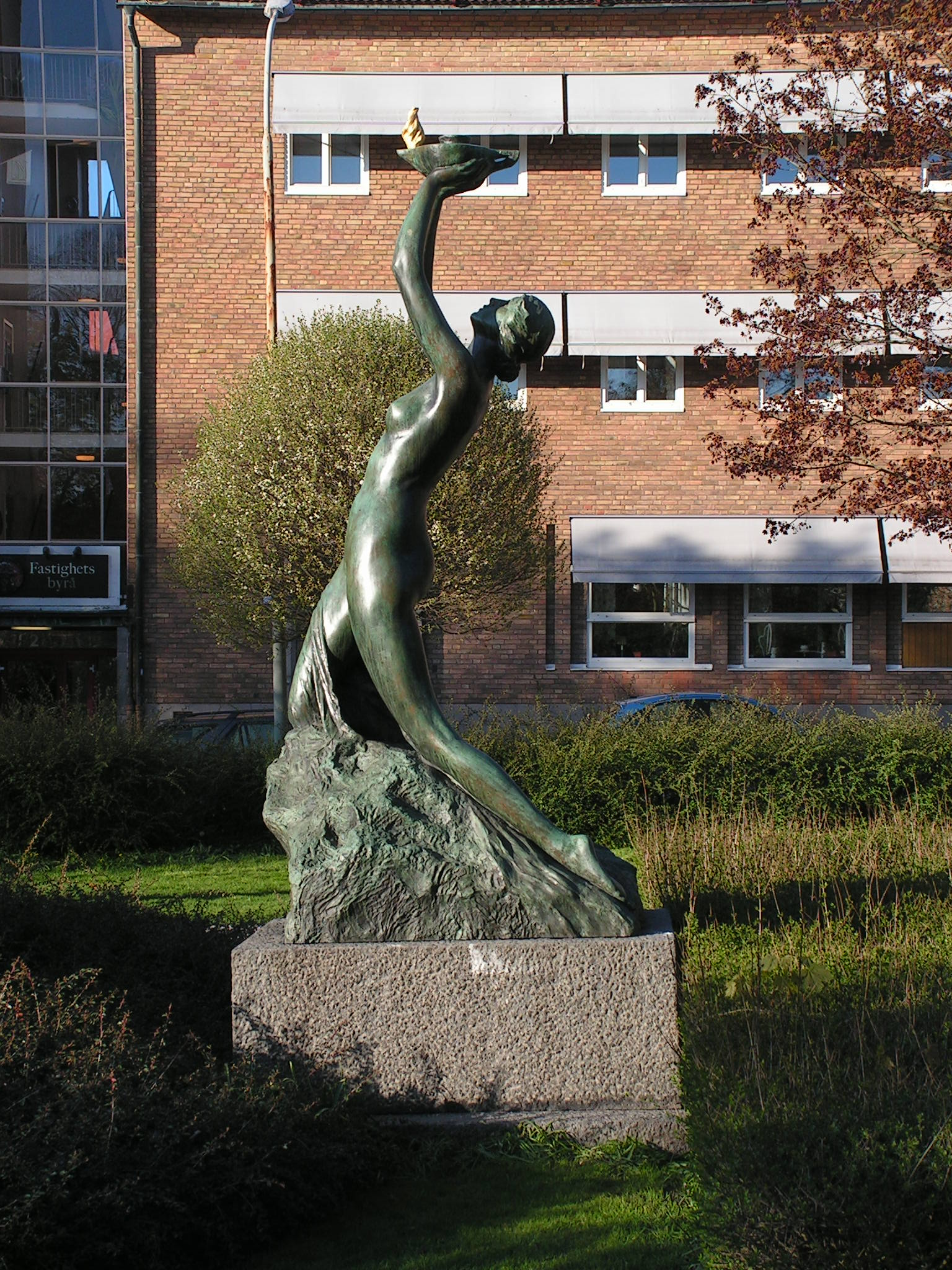
Den heliga lågan av Axel Ebbe
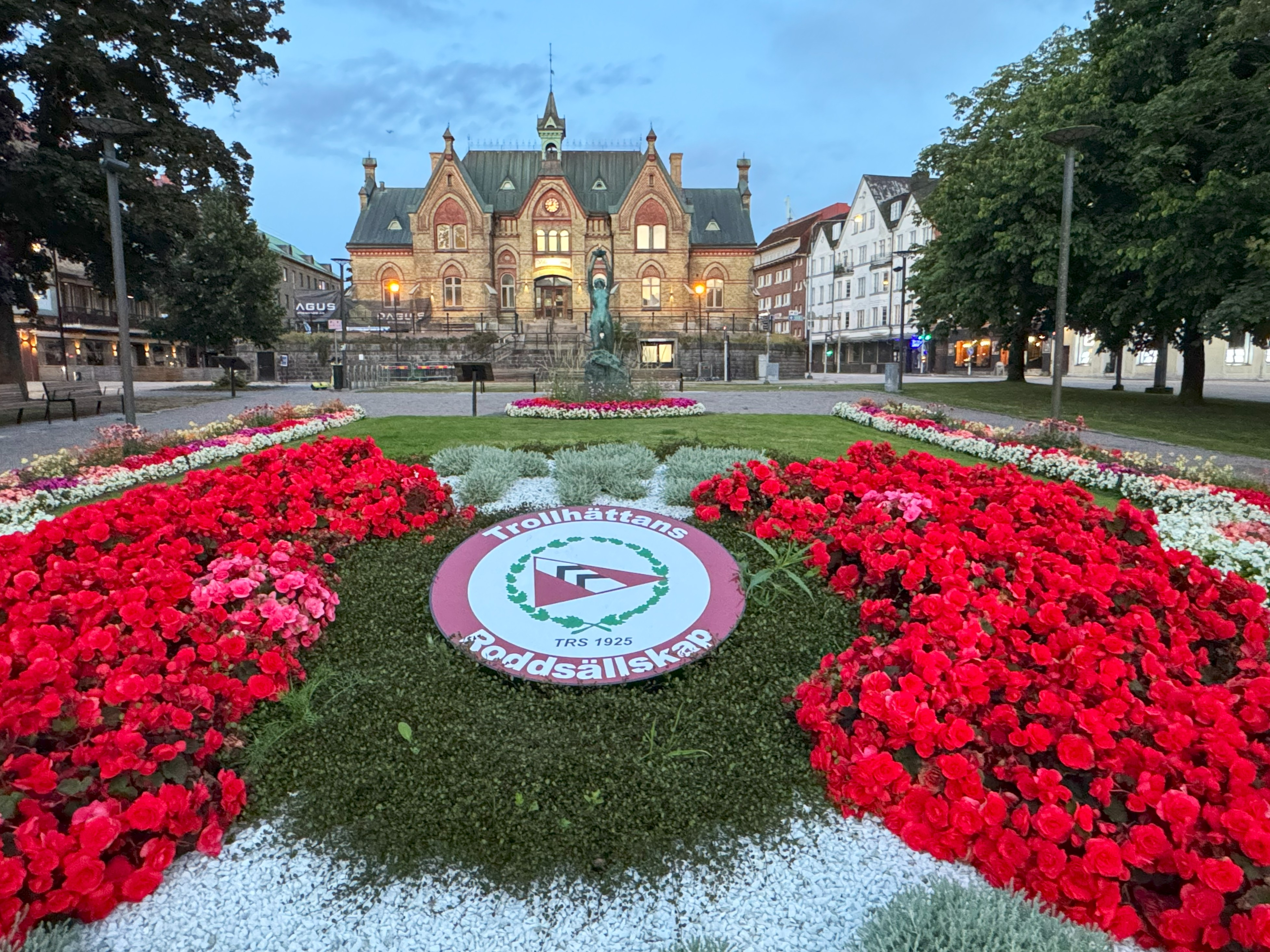
Hedersplantering 2025 för att uppmärksamma Trollhättans Roddsällskaps 100-årsjubileum
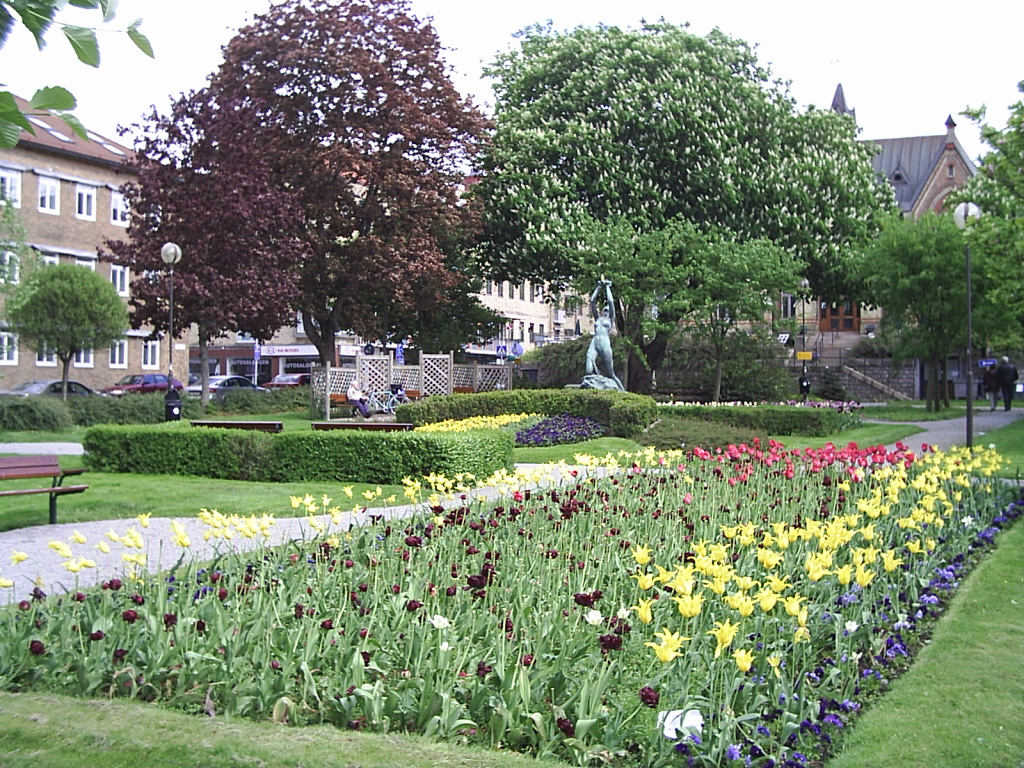